# Fidoloma
Fidoloma (łac. Diocesis Fidolomensis) – stolica historycznej diecezji w Cesarstwie rzymskim, w prowincji Mauretania Cezarejska. Współcześnie w północnej Algierii.

## Biskupi tytularni
| Lp. | Biskup                     | Funkcja                                            | Od                | Do               |
| --- | -------------------------- | -------------------------------------------------- | ----------------- | ---------------- |
| 1   | Loras Joseph Watters       | biskup pomocniczy Dubuque (USA)                    | 21 czerwca 1965   | 8 stycznia 1969  |
| 2   | Bernard Mabula             | biskup pomocniczy Tabora (Tanzania)                | 9 stycznia 1969   | 25 marca 1972    |
| 3   | Czesław Lewandowski        | biskup pomocniczy włocławski (Polska)              | 16 lutego 1973    | 16 sierpnia 2009 |
| 4   | Ferenc Palánki             | biskup pomocniczy Eger (Węgry)                     | 27 grudnia 2010   | 21 września 2015 |
| 5   | Luis Alberto Cortés Rendón | biskup pomocniczy Pereiry (Kolumbia)               | 30 listopada 2015 | 12 maja 2022     |
| 6   | Fernando Bascopé Müller    | biskup pomocniczy San Ignacio de Velasco (Boliwia) | 29 czerwca 2022   |                  |